# Giuseppe De Rosa
Giuseppe De Rosa, accreditato talvolta anche come Beppe De Rosa o Peppe De Rosa (Castellammare di Stabia, 7 novembre 1951), è un attore italiano.

## Biografia
Giuseppe De Rosa inizia la propria carriera in teatro intorno alla seconda metà degli anni settanta lavorando spesso su testi scritti da Eduardo De Filippo e Armando Pugliese.
Al cinema Giuseppe De Rosa approda negli anni ottanta in ruoli di uomini facoltosi; fino alla seconda metà degli anni novanta la notorietà dell'attore rimane legata perlopiù ai contesti dialettali in commedie tipiche, e anche dopo essersi fatto conoscere al pubblico cinematografico e televisivo i personaggi interpretati da Giuseppe De Rosa richiameranno pur sempre tale cliché artistico, ad esempio in Anni '50, dove interpreta il ruolo di Don Raffaele, un arrogante proprietario di immobili ed usuraio, o in Anni '60, dove interpreta l'avvocato De Corato, mentore e finanziatore del protagonista, interpretato da Ezio Greggio, presente anche nella miniserie precedente.
A partire dagli anni novanta, Giuseppe De Rosa riesce a imporre le proprie doti recitative anche sul piccolo schermo lavorando spesso con il regista Pier Francesco Pingitore che ne valorizza la spontaneità artistica offrendogli ruoli di un certo spessore come quello del Papa Alessandro VI nel film televisivo Imperia, la grande cortigiana. Ha inoltre recitato in diverse fiction e film TV, tra cui: La ragnatela e La ragnatela 2, Morte di una strega, Non parlo più, La squadra, Il maresciallo Rocca e Paolo Borsellino - I 57 giorni.
Molto apprezzato da diversi registi, tra cui Nanni Loy, Giuseppe De Rosa è co-protagonista insieme a Tommaso Bianco e Luigi Petrucci dell'episodio Pacco, doppio pacco e contropaccotto che intitola l'ultima pellicola cinematografica del regista prima della sua dipartita.

## Filmografia

### Cinema

De Rosa e Tommaso Bianco in Pacco, doppio pacco e contropaccotto (1993)

- La gatta da pelare, regia di Pippo Franco (1981)
- Mi manda Picone, regia di Nanni Loy (1983)
- Se lo scopre Gargiulo, regia di Elvio Porta (1988)
- Scugnizzi, regia di Nanni Loy (1989)
- Sabato, domenica e lunedì, regia di Lina Wertmüller (1990)
- Pacco, doppio pacco e contropaccotto, regia di Nanni Loy (1993)
- Voll normaaal, regia di Ralf Huettner (1994)
- Ninfa plebea, regia di Lina Wertmüller (1996)
- Il grande botto, regia di Leone Pompucci (2000)
- A ruota libera, regia di Vincenzo Salemme (2000)
- Non con un bang, regia di Mariano Lamberti (2001)
- South Kensington, regia di Carlo Vanzina (2001)
- Solino, regia di Fatih Akın (2002)
- L'avvocato De Gregorio, regia di Pasquale Squitieri (2003)
- Le barzellette, regia di Carlo Vanzina (2004)
- Ma che ci faccio qui!, regia di Francesco Amato (2006)
- Into Paradiso, regia di Paola Randi (2010)
- 20 anni, regia di Giovanna Gagliardo (2012)
- Benvenuto Presidente!, regia di Riccardo Milani (2013)

### Televisione
- La Medea di Porta Medina, regia di Piero Schivazappa (1981)
- Stazione di servizio, regia di Felice Farina (1989)
- Senator, regia di Gianfrancesco Lazotti (1990)
- La ragnatela, regia di Gianfrancesco Lazotti (1991)
- La ragnatela 2, regia di Alessandro Cane (1993)
- A che punto è la notte, regia di Nanni Loy (1994)
- Morte di una strega, regia di Cinzia TH Torrini (1995)
- Non parlo più, regia di Vittorio Nevano (1995)
- Il dono di Nicholas, regia di Robert Markowitz (1998)
- Anni '50, regia di Carlo Vanzina (1998)
- Anni '60, regia di Carlo Vanzina (1999)
- Tre stelle, regia di Pier Francesco Pingitore (1999)
- La casa delle beffe, regia di Pier Francesco Pingitore (2000)
- La squadra, registi vari (2000-2002)
- Il maresciallo Rocca, regia di Giorgio Capitani (2003) 4ª stagione, episodio 1
- Un caso di coscienza, regia di Luigi Perelli (2003) 1ª stagione
- Con le unghie e con i denti, regia di Pier Francesco Pingitore (2004)
- Imperia, la grande cortigiana, regia di Pier Francesco Pingitore (2005)
- Domani è un'altra truffa, regia di Pier Francesco Pingitore (2006)
- Nati ieri, regia di Paolo Genovese e Luca Miniero (2006-2007)
- Don Matteo, regia di Lodovico Gasparini (2009) 7ª stagione, episodio 1
- Vita da paparazzo, regia di Pier Francesco Pingitore (2008)
- Paolo Borsellino - I 57 giorni, regia di Alberto Negrin (2012)
- Un medico in famiglia, regia di Elisabetta Marchetti (2013) 8ª stagione
- Un caso di coscienza, regia di Luigi Perelli (2013) 5ª stagione, episodio 3
- Pupetta - Il coraggio e la passione, regia di Luciano Odorisio (2013)
- Furore, regia di Alessio Inturri (2014)
- Accaduti, regia di Celeste Laudisio (2014)
- I bastardi di Pizzofalcone, regia di Monica Vullo - serie TV, episodio 4x02 (2023)
- Sara - La donna nell’ombra , regia di Carmine Elia – serie TV, episodi 1x04-1x06 (2025)

### Soap opera
- Un posto al sole, registi vari (1999 e 2016)